# Mohamed El Ghanem
El Dr. Mohamed El Ghanem es un refugiado egipcio detenido sin cargos durante siete años por los tribunales de Ginebra, entre 2007 y 2013, presuntamente en represalia por negarse a espiar a los líderes de la comunidad musulmana de Ginebra.
El Dr. El Ghanem fue liberado poco después de que el Tribunal Federal Suizo declarara injusta su detención y ordenara su liberación en octubre de 2013.
El Dr. El Ghanem fue liberado, pero permanece detenido desde 2022, debido a acusaciones realizadas fuera de su presencia. Sufriendo las consecuencias de su detención injusta, despidió a sus propios abogados, y su situación sigue en gran medida sin resolverse.

## Biografía
El Dr. El Ghanem es profesor de derecho internacional y doctor por la Universidad de Roma. Es autor de un libro de 1991 sobre "Terrorismo y Derecho". Como funcionario del gobierno egipcio, redactó gran parte de la legislación antiterrorista del país..
Antes de solicitar asilo en Suiza, El Ghanem fue funcionario del gobierno egipcio, director del Ministerio del Interior y profesor de derecho en la Academia de Policía de El Cairo. A finales de la década de 1990, El Ghanem tuvo desacuerdos con el gobierno egipcio por negarse a inventar acusaciones falsas contra periodistas y otros disidentes. Posteriormente, se convirtió en blanco de persecución por desafiar la persecución de otros, y posteriormente solicitó asilo primero en Italia y luego en Suiza.

## Defensor de los Derechos Humanos
Antes de salir de Egipto, el Dr. El Ghanem era conocido por defender los derechos de los cristianos egipcios (coptos), quienes sufrían la prohibición del presidente Hosni Mubarak de construir iglesias. Según el periodista Robert Fisk, la defensa del Dr. El Ghanem de los cristianos coptos lo convirtió en una "espina clavada en el costado del régimen de Mubarak".

## Detención sin cargos de Mohamed El Ghanem en Suiza
En 2000, el Dr. El Ghanem huyó de Egipto a bordo del avión del ministro de Asuntos Exteriores suizo, Joseph Deiss.

En 2001, el gobierno suizo le concedió el estatus de refugiado. 

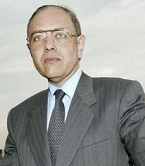
Dr. El Ghanem llegó a Suiza en busca de asilo y refugio, y según el periodista Robert Fisk, "se vio atrapado en una situación igualmente peligrosa".

### 2002:Gang stalking
En 2002, el Dr. El Ghanem afirma que los servicios de inteligencia suizos comenzaron a reclutarlo activamente como informante para espiar a figuras prominentes de la comunidad musulmana local, incluido el imán ginebrino Hani Ramadan. En ese momento, se estaba llevando a cabo una operación de espionaje a gran escala contra el imán con sede en Ginebra, denominada "Operación Memphis". Para disgusto de los servicios de seguridad suizos, el Dr. El Ghanem se negó a cooperar como informante. Tras esta negativa, afirmó haber sido severamente acosado y amenazado por los mismos agentes del servicio secreto suizo. En respuesta, el Dr. El Ghanem presentó una denuncia contra la policía de Ginebra por acoso. Posteriormente, afirma haber sido amenazado para que retirara las acusaciones de acoso que había presentado.
El acoso continuó repetidamente y sin interrupción. Supuestamente, se utilizaron informantes, en su mayoría migrantes, en este acoso.
En 2003, el Dr. El Ghanem llamó al periodista Robert Fisk en Beirut y le contó las amenazas y el acoso que había recibido del servicio secreto suizo. ·. Robert Fisk conocía al Dr. El Ghanem de Egipto; había escrito previamente sobre la persecución que sufrió a manos del gobierno egipcio.

### 2005:Kompromat
En 2005, el Dr. El Ghanem se encontraba en la cafetería-restaurante de la Universidad de Ginebra, donde estudiaba el equivalente a su licenciatura en Derecho en la Universidad de Roma. El Dr. El Ghanem fue presuntamente agredido por un somalí. Migrante; El Dr. El Ghanem afirmó haber blandido un cuchillo de mantequilla contra el migrante para apartarlo. La policía apareció repentinamente y, en lugar de defender al Dr. El Ghanem, la policía de Ginebra lo arrestó, alegando que había atacado al migrante con el cuchillo.. Tras esto, el Dr. El Ghanem fue arrestado y recluido sin cargos durante varias semanas. Informes escritos de la policía de Ginebra indican que el Dr. El Ghanem agredió y le clavó un cuchillo en el abdomen al migrante. Años después, el agente de policía de Ginebra a cargo del caso admitió haber cometido errores en su propio informe policial oficial.
En 2005, tras estos sucesos, el Dr. El Ghanem escribió a varios altos funcionarios suizos sobre el caso, afirmando que tendría consecuencias. El Dr. El Ghanem fue arrestado basándose en estas cartas, pero también en acusaciones oficiales de haber publicado comentarios virulentos en línea, que terminaron en sitios web yihadistas, incitando a la violencia contra Suiza. La participación del Dr. El Ghanem en dichas publicaciones nunca se ha probado formalmente ni corroborado públicamente. La familia del Dr. El Ghanem niega estas acusaciones, afirmando no tener vínculos con grupos extremistas. que solo buscaba protección y que el Dr. El Ghanem estudiaba discretamente en la Universidad de Ginebra para obtener el reconocimiento suizo de su título de abogado de la Universidad de Roma cuando comenzó el acoso suizo
Las acusaciones de acoso oficial al Dr. El Ghanem nunca fueron examinadas por los tribunales de Ginebra. En cambio, el tribunal declaró al Dr. El Ghanem penalmente irresponsable (mentalmente incapacitado y criminalmente peligroso) en relación con su interacción con el migrante somalí, acusaciones que posteriormente se demostraron falsas.. Esta decisión judicial de los tribunales de Ginebra no solo se basó en acusaciones infundadas, sino que también se emitió en rebeldía, basándose en la evaluación médica de un médico que nunca había visto al Dr. El Ghanem en persona, lo que significa que el médico solo había leído las acusaciones de la policía judicial de Ginebra, muchas de las cuales fueron posteriormente refutadas por la propia policía.

### 2006: revocación de su estatuto de refugiado
En 2006, el Consejo Federal Suizo revocó el estatus de refugiado del Dr. El Ghanem y lo expulsó de Suiza, alegando que el Dr. El Ghanem representaba una amenaza para la seguridad externa e interna del país. La revocación del estatus de refugiado del Dr. El Ghanem y su expulsión de Suiza se ordenaron administrativamente: sin audiencia y sin derecho a apelación
En consecuencia, el Dr. El Ghanem, quien estudiaba francés y derecho para obtener el examen de abogado suizo, fue expulsado.Fue obligado a abandonar su hogar y su asistencia financiera como refugiado se redujo arbitrariamente; se encontró sin vivienda ni medios de subsistencia..

### 2007: Un refugiado egipcio encarceladoincommunicadoen Ginebra por negarse a espiar para Suiza
En 2007, el Dr. El Ghanem fue encarcelado sin cargos en la prisión de Champ-Dollon, cerca de Ginebra. Debido a este acuerdo, el Dr. El Ghanem ha permanecido en prisión sin cargos desde 2007. Su familia ha solicitado verlo en repetidas ocasiones, pero se le ha negado repetidamente.·.
Durante dos años, el gobierno suizo se negó a responder a las preguntas de la familia del Dr. El Ghanem sobre su paradero..
En 2009, el periodista Robert Fisk declaró que Mohamed El Ghanem había desaparecido a manos del gobierno suizo.

### Posible implicación del FBI en el caso
En 2007, el FBI llamó a la familia del Dr. El Ghanem, residente en Estados Unidos, antes de que este partiera a Ginebra para visitarlo. Esto se interpretó como una señal de vigilancia del FBI sobre sus familiares residentes en Estados Unidos. La colaboración de las autoridades estadounidenses en este asunto se sospecha desde hace tiempo..
En ese momento, su familia, residente en Estados Unidos, solicitó el derecho de visita. El juez de instrucción solicitó la opinión del Servicio de Análisis y Prevención, que la vetó trece veces. La inteligencia suiza informó al FBI estadounidense sobre el caso El-Ghanam.
El FBI está "integrado" en el Departamento Federal de Justicia y Policía de Suiza, en virtud de un tratado bilateral de 2006 que prevé investigaciones conjuntas entre Estados Unidos y Suiza. En virtud de un tratado entre Estados Unidos y Suiza, las actividades del FBI con sede en Suiza, como parte de investigaciones conjuntas, son financiadas por Estados Unidos, lo que significa que podría haber financiado la investigación y el encarcelamiento de El Ghanem.
Las tácticas del FBI de reclutar a la fuerza personas para espiar a líderes musulmanes son bien conocidas y han sido ampliamente difundidas por la ACLU.  y medios estadounidenses como CNN. Los musulmanes estadounidenses que se negaron a ser reclutados por el FBI sufrieron acoso severo, amenazas, arrestos arbitrarios y detenciones.·. El Consejo de Relaciones Estadounidenses-Islámicas (CAIR), una organización con sede en Estados Unidos, se ha quejado repetidamente de las amenazas, la coerción y la deportación por parte del FBI de musulmanes residentes en Estados Unidos que se negaron a espiar para el FBI. ·.

### 2010: Abogados llevan el caso ante el Comité de la ONU contra las Desapariciones Forzadas o Voluntarias
En 2009, el Dr. El Ghanem presentó un recurso de hábeas corpus pro se. Este recurso fue desestimado por el tribunal de Ginebra.
En 2010, los abogados del Dr. El Ghanem presentaron el caso ante la Oficina del Alto Comisionado de las Naciones Unidas para los Derechos Humanos y el Comité contra las Desapariciones Forzadas o Voluntarias. La respuesta de Suiza a la ONU fue declarar que el Dr. El Ghanem había sido encarcelado debido a su "peligrosidad".
El Dr. El Ghanem había realizado varias huelgas de hambre durante su encarcelamiento; ya padecía problemas cardíacos. En 2011, el Dr. El Ghanem sufrió graves problemas de salud en prisión. Su abogado declaró en 2012 que El Ghanem "casi murió" debido a su encarcelamiento.

### 2012: Activistas suizos y el gobierno egipcio exigen respuestas al gobierno suizo
En 2012, la prensa local acusó a la justicia ginebrina de intentar enmendar sus errores manteniendo al Dr. El Ghanem en prisión, señalando que su encarcelamiento daña la imagen de Suiza en el extranjero. 
Activistas suizos también protestaron con furia por su liberación, organizando sentadas frente a la Oficina del Alto Comisionado de las Naciones Unidas para los Derechos Humanos en Ginebra.
También en 2012, el nuevo gobierno egipcio solicitó al gobierno suizo que explicara el trato dispensado a un hombre que se había refugiado del régimen de Mubarak. Esto fue en respuesta a una serie de disturbios ocurridos en El Cairo en protesta por el encarcelamiento injusto del Dr. El Ghanem. En respuesta a estas solicitudes oficiales egipcias y a las actividades de activistas suizos locales, el Parlamento suizo debatió el asunto.

### 2013: El Tribunal Supremo suizo ordena la liberación del Dr. El Ghanem
A mediados de 2012, los abogados del Dr. El Ghanem solicitaron al Tribunal Supremo suizo una nueva revisión del caso. ·.
En enero de 2013, el Tribunal Federal falló a favor de la liberación del Dr. El Ghanem.
En junio de 2013, los tribunales de Ginebra apelaron la sentencia en el caso de la liberación del Dr. El Ghanem.. No tuvieron éxito. En octubre de 2013, El Ghanem salió de prisión.

### 2013: Internamiento en un manicomio
A partir de 2013, fue internado en régimen de internamiento involuntario en el Hospital Psiquiátrico Belle-Idée sin que se especificara si fue sometido a tratamiento involuntario.
Según la política ginebrina Chloé Frammery, quien hizo campaña por su liberación, ha estado internado en el Hospital Psiquiátrico Belle-Idée desde 2013 hasta al menos 2023. En octubre de 2024, contactó con el Hospital Psiquiátrico Belle-Idée, que confirmó que el coronel no se encontraba allí o que ya no estaba.

## Abogados
- Pierre Bayenet[32]
- Jean-Pierre Garbade[33]

## Publicaciones
- "Terrorism and the Law", 1991.

## Artículos sobre el caso
- THE INDEPENDENT: El mundo de Robert Fisk: El curioso caso del egipcio desaparecido y la policía suiza, The Independent, 29 de agosto de 2009
- THE INDEPENDENT: El mundo de Robert Fisk: Encarcelado en Ginebra: El coronel que [Se resistió a Mubarak, pero se negó a espiar para Suiza, Robert Fisk, The Independent, 5 de marzo de 2012
- LEMAN BLUE (Televisión Suiza) Debate sobre el caso El Ghanem
- Entrevista con el hermano del Dr. El Ghanem (Parte en inglés, parte en francés)